# Antonina Prychotko
Antonina Fedorovna Prychotko, född 26 april 1906 i Pyatigorsk i Ryssland, död 29 september 1995 i Kiev i Ukraina, var en sovjetisk experimentell fysiker. Hon arbetade vid Ukrainas nationella vetenskapsakademi och är känd för sina grundläggande bidrag till den kondenserade materiens spektroskopi. 

## Karriär
Prychotko antogs till Petrograds polytekniska institut 1923 och tog examen 1929. Hon började tidigt forska om spektroskopi med handledning av Ivan V. Obrejmov och doktorerade inom detta område. 1930 flyttade hon till det nyetablerade Kharkov Institute of Physics and Technology för att arbeta tillsammans med Obrejmov på lågtemperaturspektroskopi av molekylkristaller, ett banbrytande forskningsområde. Detta genomfördes i det första sovjetiska kryogena laboratoriet, skapat av Lev Sjubnykov. Denna forskning fokuserade huvudsakligen på att jämföra spektrum av ångor och kristaller av svagt interagerande molekyler som vid låg temperatur påvisar ett antal smala band på grund av frysning av molekylernas termiska rörelse. Obrejmov och Prychotko undersökte genom detta en bred klass av oorganiska och organiska molekylkristaller och upptäckte att optiskt låga temperaturövergångar skedde mellan deras olika faser. De viktigaste tekniska framstegen var att ta absorptionsspektra i polariserat ljus och mäta dispersion, inklusive den anomala spridningen nära absorptionslinjerna, vid låga temperaturer.  
Under andra världskriget arbetade Prychotko i staden Ufa eftersom ett antal institutioner vid den ukrainska vetenskapsakademin evakuerades dit. Från 1944 arbetade Prychotko i Kiev, vid Institutet för fysik, där hennes make, den framträdande sovjetiske kärnfysikern Aleksandr Lejpunskyj, utnämndes till direktör. Prychotko etablerade där avdelningen för kristallfysik.  
1944 publicerade Prychotko sin viktigaste upptäckt som baserades på de experimentella uppgifterna som fortfarande samlats in i Kharkov och i hennes uppföljningsdokument från 1948.  Hon rapporterade om upptäckten i absorptionsspektra för monokristaller av naftalen av två nya band som polariserades längs kristallens symmetriaxlar, till skillnad från majoriteten av band som finns i båda komponenterna i spektrumet på samma frekvenser. Eftersom enskilda molekyler i kristallin naftalen lutas med avseende på kristallaxlarna, visade sig förekomsten av starkt polariserade absorptionsband otvetydigt att elektronisk excitation inte är lokaliserad vid enskilda molekyler utan sprider sig över kristallen. Prikhotko 'upptäckt stimulerade utvecklingen av Davydov' teori om molekylära excitoner för kristaller inklusive flera molekyler i en enhetscell.  Även om förekomsten av excitoner förutspåddes tidigare av Yakov Frenkel och därefter av Gregory Wannier och Nevill Mott, var Prikhotko 'den första övertygande experimentella upptäckten av excitoner'. Uppföljningsexperimenten på lågtemperaturspektra för bensinkristaller bekräftade överensstämmelse mellan teorin och experimentet. 
Under de följande åren undersökte Prikhotko och hennes medarbetare spektra av ett antal kristaller, och hennes personliga favorit har varit kristallint syre där elektroniska excitationer kombineras med magnetiska. 
Sedan 1965 fungerade Prikhotko som chef för Institutet för fysik vid Ukrainska nationella vetenskapsakademi. Hon tilldelades ett Leninpris för sina vetenskapliga framsteg och en titel av en hjälte av socialistiska arbetare.